# アズディン・アライア

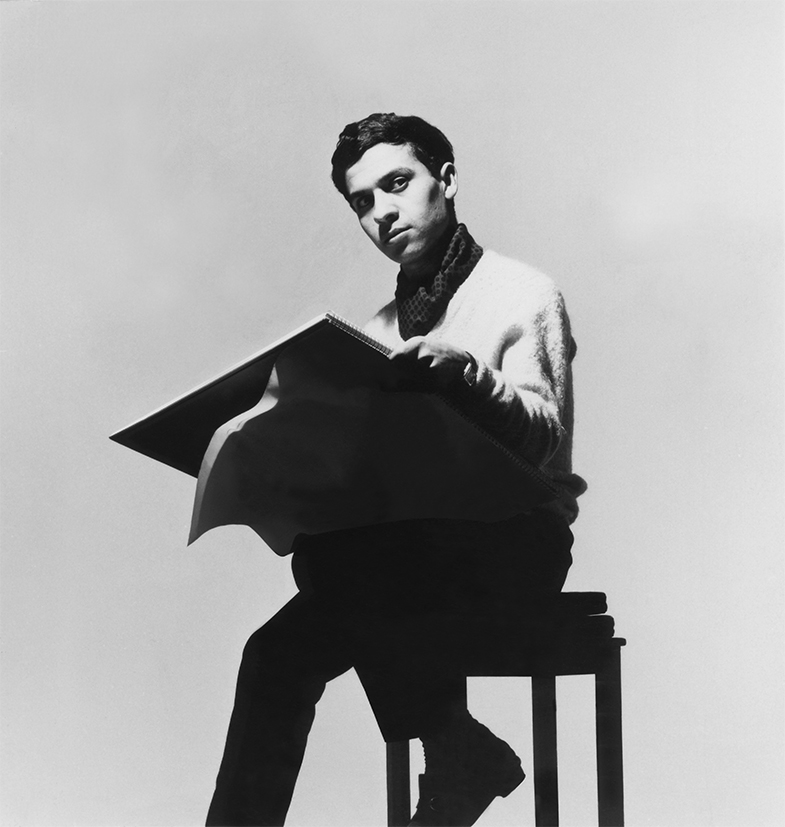
アズディン・アライア

アズディン・アライア（Azzedine Alaïa, 1935年2月26日 - 2017年11月18日）は、チュニジア出身のファッションデザイナー、靴デザイナー。フランスのファッションブランド「アライア (Alaïa) 」の創業者。特に1980年代以降の成功で知られる。1984年に年間最優秀デザイナーと年間最優秀コレクションに選ばれ、2008年にレジオンドヌール勲章を授与された。

## 経歴
1935年、チュニジアのチュニスで小麦農家に生まれる。オートクチュールに興味を持ったきっかけは双子の姉ハフィーダであった。アライアは村の助産師であるフランス人女性ピノー夫人と親しくし、ヴォーグ誌のコピーを貰い受けていた。彼女はアライアの女性観に深い影響を与えた。
彼は年齢を偽って地元のチュニス美術学校に入学し、彫刻を学んで人体の形に対する貴重な洞察を得る。学用品を買うため姉と共に仕立て屋で働き始めると、そのままチュニスでファッション関係の仕事を続け、美術学校に戻ることはなかった。
1957年にファッションデザインの仕事をするためパリへ移った。パリではクリスチャン・ディオール、ギ・ラロッシュ、ティエリー・ミュグレーで働いた。ただし、ディオールでは入ってすぐに解雇されている。アライアは解雇された原因を「推薦者が土壇場で保証人になってくれなかった」と述べている。そして1970年代後半、パリ7区ベルシャス通りのアパートをアトリエに自身の名を冠した「アズディン・アライア」を設立する。以後20年に渡りこのアトリエで、マリエ・エレーヌ・デ・ロスチャイルドやグレタ・ガルボ、後に親友となるルイーズ・ド・ヴィルモラン、世界のジェットセット達に服を制作していた。
1980年に初となるプレタポルテ・コレクションを発表。マレ地区のパルク・ロワイヤル通りにアトリエを移転する。デペッシュ・モードのメルカ・トレアントンとELLEのニコル・クラサットがアライアを支持したことにより、一躍その名が知れ渡った。とりわけグロメット付きの黒革のガントレットグローブは人々に好まれた。
1988年までにニューヨーク、ビバリーヒルズ、パリにブティックをオープン。彼の服は大きな成功を収め、その信奉者にはジャネット・ジャクソン、マドンナ、ナオミ・キャンベルなど数々の著名人が名を連ねる。
2017年11月18日、パリで死去。享年82歳。

## デザイン
アライアのデザインは、強いタイトフィットでよく知られている。まとわりつくようにフィットするデザインにより、メディアからは「The King of Cling（まとわりつきの王）」と称された。ボディラインを大胆に強調することにおいては同時代のデザイナー達を凌駕し、アライアの代名詞となった。この特徴的なプロポーションは主に裁断と縫製によって作られていたが、1990年代初めにはコルセットやワイヤーを取り入れた。

## 人物
アライアはマドレーヌ・ヴィオネやクリストバル・バレンシアガの古い服を分解し再び仕立てなおすことで、その構成を研究した。1960年代後半、同世代の人々が現代的な芸術に注目する中、アライアは1930年代や1950年代といった過去の様式のドレスに情熱を傾け続けた。
かつての雇用主ティエリー・ミュグレーやクロード・モンタナと友情を深め影響を与え合った。彼らは1980年代においてたびたび同列に語られる存在となった。
「私が服を作り、女性がファッションを作る」「女性を美しくすることに取り憑かれている。この意識で創造されたものは時代遅れになることはない」と語っている。
「やりたくないことは拒否する。やりたいことを自由にやる」とも語っており、実際アライアは巨大な会場や大がかりな演出などを避け、落ち着いたサロンで限られた出席者に向けて少数の作品を披露するショーを好んだ。成功したシーズンの多忙さに疲弊すれば、次のシーズンのショーを一切行わないこともあった。